# 밥 페이즐리

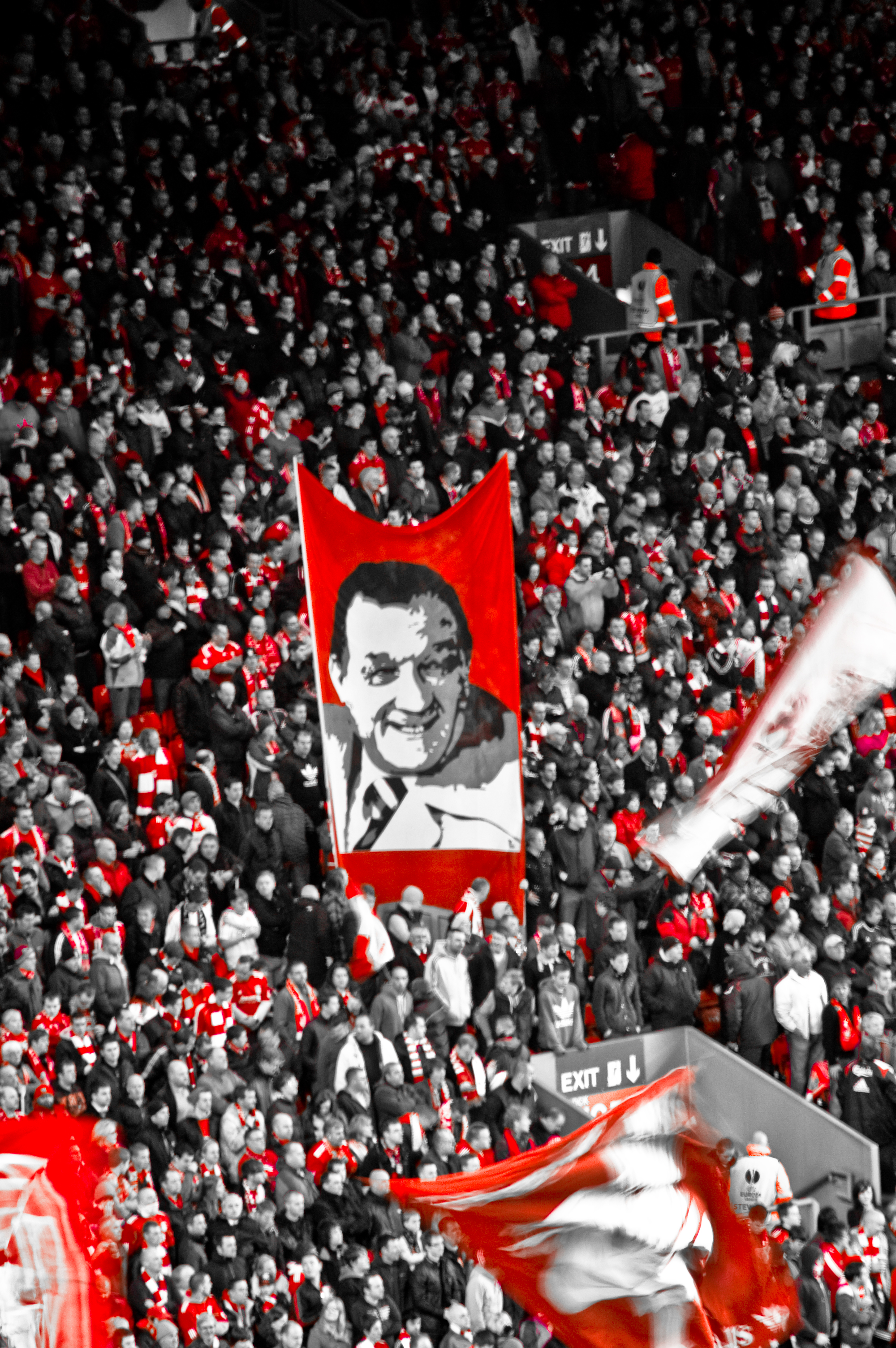
페이즐리를 그린 배너를 들고 있는 리버풀 팬

밥 페이즐리(영어: Bob Paisley, OBE, 1919년 1월 23일 ~ 1996년 2월 14일)는 잉글랜드의 전 축구 선수이자 전 축구 감독이다. 1974년부터 1983년까지 리버풀 FC의 감독을 맡았고, 전임 빌 섕클리와 함께 리버풀의 전성기를 이끈 지도자로 꼽힌다.

## 수상

#### 선수
- 퍼스트 디비전 : 1946-47

#### 감독
- 퍼스트 디비전 : 1975–76, 1976–77, 1978–79, 1979–80, 1981–82, 1982–83
- 리그컵 : 1980–81, 1981–82, 1982–83
- 채리티쉴드 : 1974, 1976, 1977, 1979, 1980, 1982
- UEFA컵 : 1975–76
- 유로피언컵 : 1976–77, 1977–78, 1980–81
- 유로피언 슈퍼컵 : 1977

#### 개인
- PFA 공로상 : 1983
- FWA 공로상 : 1984
- LMA 올해의 감독 : 1975–76, 1976–77, 1978–79, 1979–80, 1981–82, 1982–83
- 유럽 올해의 감독 : 1977-78
- 알프 램지 상 : 1981
- 잉글랜드 축구 명예의 전당 : 2002
- ESPN - 역대 최고의 감독 4위
- 월드사커 - 역대 최고의 감독 8위
- 프랑스풋볼 - 역대 최고의 감독 26위
- 대영제국 훈장 4등급 (OBE) : 1977[1]

## 같이 보기
- UEFA 챔피언스리그 우승 감독 목록